# DONIC
Donic Sportartikel Vertriebs-GmbH (Eigenschreibweise: DONIC) ist deutscher Hersteller und Ausrüster von Tischtennis-Zubehör. Sitz des Unternehmens ist das saarländische Völklingen. Aufgrund seiner Vertriebsstruktur liefert Donic nicht direkt an Endverbraucher, sondern an Händler in Deutschland und in weltweit über 80 Ländern.

## Geschichte
Donic wurde 1978 in Köln von Georg Nicklas gegründet, einem promovierten Physiker, der von 1973 bis 1981 auch erfolgreich in der Tischtennis-Bundesliga spielte. Der Name des Unternehmens ist ein Akronym, das sich aus Buchstaben von Titel und Name des Gründers zusammensetzt: Doktor (DO) Nicklas (NIC).
Als Georg Nicklas Anfang der 1980er-Jahre nach Schweden ziehen wollte, verkaufte er die Firma 1984 an die Familie Schreiner. Karlheinz Schreiner, selbst professioneller Spieler und Trainer, hatte bereits zwanzig Jahre zuvor in Völklingen den Tischtennis-Ausrüster Sport Schreiner gegründet. Er holte Donic einige Jahre später von Köln nach Völklingen. Beide Unternehmen existieren seitdem parallel nebeneinander.
1993 übernahm Frank Schreiner, der Sohn von Karlheinz Schreiner, die Geschäftsführung und verpflichtete den Olympiasieger im Tischtennis, Jan-Ove Waldner, als Markenbotschafter. 1994 wurden die beiden Weltmeister Mikael Appelgren und Jörgen Persson ebenfalls als Donic-Markenbotschafter verpflichtet. Das schwedische Trio gewann mehrere Welt- und Europameistertitel.
Nach den Deutschen Schülermeisterschaften im Jahr 2000 nahm Frank Schreiner den damals zwölfjährigen Dimitrij Ovtcharov für Donic unter Vertrag. Mittlerweile ist Ovtcharov deutscher Nationalspieler und war im Januar 2018 Nr. 1 der Weltrangliste. Ovtcharov beendete den Vertrag am 1. Januar 2020 und wechselte zu Tamasu Butterfly.
2016 erfolgte auf dem erweiterten Firmengelände die Fertigstellung eines Paletten-Hochlagers neben dem Hauptquartier.

## Marke und Produkte

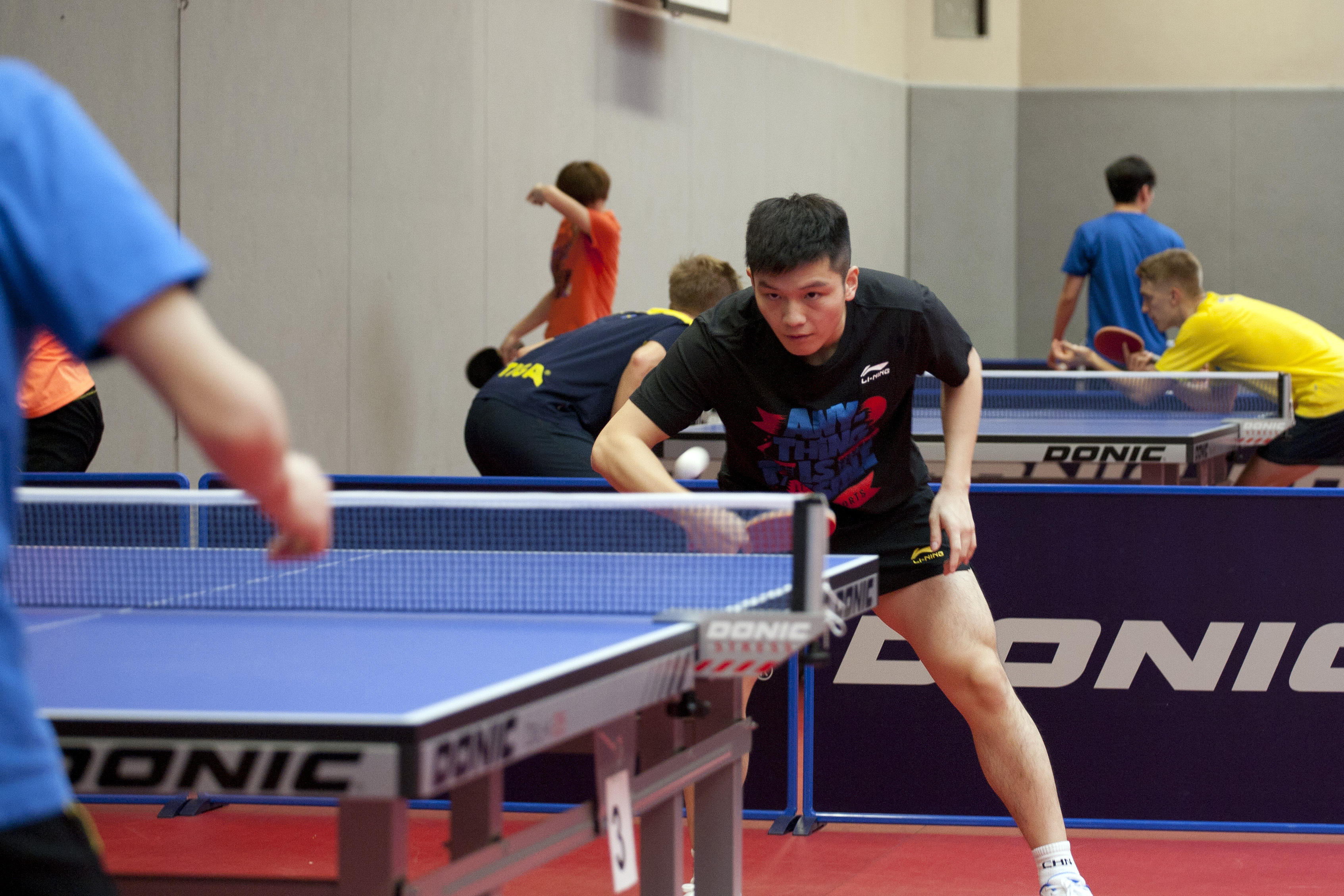
Tisch von Donic bei der ITTF World Tour 2017

Neben der Eigenmarke Donic vertreibt das Unternehmen die japanischen Marken Nittaku (seit 2000 als Exklusivvertreter für deren Bälle in Europa) und Yasaka (seit 1993 als Exklusivvertreter für Deutschland, Österreich, Schweiz und Luxemburg).
Donic vertreibt Tischtennistrainingsautomaten der amerikanischen Firma Newgy Industries seit 1998 exklusiv in Europa, Russland und Afrika.
Im Jahr 2000 schloss Donic eine Lizenzvertriebsvereinbarung für den weltweiten Vertrieb von Donic-Hobbyschlägern mit der deutschen Firma MTS Sportartikel Vertriebs-GmbH ab und kooperierte mit Schildkröt für die Vermarktung von Tischtennisbällen.
Ein Carbon-Schläger von Donic wurde 2009 mit dem Red Dot Design Award ausgezeichnet.
Wichtigste Vertriebsprodukte von Donic sind Schläger-Beläge, welche v. a. in Asien mit Schwerpunkt in China vertrieben werden.
Donic ist seit vielen Jahren Tischsponsor bei nationalen und internationalen Veranstaltungen:
- Tischausstatter der DTTB-Basisveranstaltungen seit über 20 Jahren.
- Tischausstatter der TT-Weltmeisterschaften 1987 in New Delhi und 2006 in Bremen[9]
- Tischausrüster der TT-Europameisterschaften 2007 in Belgrad (Serbien), 2009 in Stuttgart, 2012 in Herning (Dänemark),[10] 2013 in Schwechat (Österreich)[11] sowie 2017 in Luxemburg
- Tischausrüster des ITTF Men’s World Cup 2011 in Paris (Frankreich),[12] 2017 in Liège (Belgien),[13] 2018 in Paris (Frankreich)[14] sowie 2019 in Chengdu (China)[15]

Darüber hinaus besteht eine langjährige Ausrüstungsvereinbarung mit dem Deutschen Tischtennis-Bund.
Donic war Textilausrüster der deutschen Nationalmannschaften von 1994 bis 2010. Donic ist aktuell (08/2019) Textilausrüster weiterer Nationalmannschaften wie Österreich (seit 2006), der Schweiz (seit 2005) und Luxemburg (seit 2002).
Produktmanager bei Donic ist der ehemalige Doppel-Weltmeister Steffen Fetzner.